# Henads Schutau
Henads Schutau (belarussisch Генадзь Шутаў; russisch Геннадий Шутов Gennadij Schutow; * 1976?; † 19. August 2020 in Minsk) war ein Teilnehmer an Protesten gegen Betrug bei den Präsidentschaftswahlen in Belarus im Jahr 2020. Er ist das dritte offiziell anerkannte Opfer der Niederschlagung der Proteste vom 9. bis 12. August 2020 und das erste Opfer von Schusswaffengebrauch.

## Tod
Nach Angaben der Polizei griffen Henads Schutau und ein anderer Mann am Abend des 11. August Polizisten in Brest in der Nähe der Verwaltung des Moskauer Bezirks an, schlugen sie mit einem Metallrohr und versuchten ihnen die Waffen wegzunehmen. Einer der Polizisten, der um sein Leben fürchtete, schoss dem Angreifer in die Schulter, verwundete ihn aber wegen seines Widerstands „versehentlich am Kopf“. Der Verwundete wurde ins Krankenhaus gebracht. Am 13. August wurde er in einem kritischen Zustand in das Krankenhaus des Verteidigungsministeriums verlegt, wo er am 19. August um 10:20 Uhr verstarb. Die Ermittler versprachen, die Handlungen der Angreifer und die Rechtmäßigkeit des Einsatzes von Waffen „rechtlich zu beurteilen“.
Anastasia, die eine Tochter von Henads Schutau ist, erzählte den Medien eine andere Version: „Er rief an, dass er nach Hause gehen würde und von da an gab es zwei Tage lang keine Nachricht mehr. Sein Mobiltelefon war nicht erreichbar […] Der Vater wurde aus nächster Nähe von hinten erschossen, der Schütze war hinter ihm. Es gab sehr schlimme Hirnschäden, starke Blutungen und Knochenbrüche“.
Eine Frau, die in der Nähe des Tatorts lebt, sagte, sie habe drei Schüsse gehört und sei auf den Balkon gegangen, wo sie einen Mann in einer Blutlache liegen und einen jungen Mann in Zivil von ihm weggehen sah. „Er näherte sich ihm, versuchte ihn zu treten, aber als er anscheinend das Blut sah, geriet er in Panik und rief seine Jungs. Einer von ihnen rannte los und fing an, seinen Kopf und Hals zu halten und es hörte auf zu bluten. Der junge Mann, der offensichtlich geschossen hatte, setzte sich auf eine Bank und rief einen Krankenwagen. Er war sehr angespannt, nervös und schrie sogar. Die Leute hier versuchten sich zu nähern, aber er ließ sie herankommen. Hat sie beschimpft. Dann kamen andere Leute dazu, ich vermute, es waren seine Bekannten, weil er andere nicht durchließ. Dann haben sie noch einmal den Krankenwagen gerufen, dass er schneller komme solle. Ich könnte mir vorstellen, dass der Notarzt herausfinden konnte, wie es zu der Schusswunde gekommen war. Der junge Mann sagte schließlich, dass er angegriffen wurde und es Selbstverteidigung war. Zu dieser Zeit kamen Leute und begannen ihn zu fotografieren. Er begann sich hinter seinem Hemd zu verstecken, holte eine Pistole heraus und richtete die Waffe auf Menschen, um sie zu verjagen. Die Leute reagierten ziemlich aggressiv darauf. Das war ja auch verständlich“. Die Zeugin bemerkte auch, dass der Schuss in den Hinterkopf abgefeuert wurde, da der Mann mit dem Gesicht nach unten auf dem Boden lag.
Der Totenschein von Henads Schutau besagt, dass der Tod durch ein traumatisches Hirnödem verursacht wurde. In der Spalte „Äußere Todesursache“ ist der Code Y22 angegeben – in der internationalen Klassifikation von Krankheiten steht dies für „Verletzung durch Schuss einer Pistole mit unbestimmter Absicht“. Am 21. September veröffentlicht die Website „MediaZona“ ein Video von einer Kamera am Eingang des Hauses 334 in der Moskovskaya-Straße in Brest, unter dessen Fenstern am 11. August einer der „Tihars“ (Bezeichnung für Spezialkommandos der Polizei in Zivil) Henads Schutau in den Hinterkopf schoss. Dieser Eintrag bestätigt, dass die offizielle Version des Untersuchungsausschusses, dass der Biker Henads Schutau und sein Freund Aljaksandr Kardsjukou mit Metallrohren in den Händen die Polizei angegriffen und versucht haben, ihre Waffen wegzunehmen, gefälscht ist. In den Händen von Schutau und seinem Freund Kardsjukou gab es keine Armaturen oder Metallrohre, und es gab auch keine Warnschüsse der Sicherheitskräfte nach oben. Auch haben die beiden die „Tihars“ nicht angegriffen, sondern sich ihnen selbst genähert.
Am 6. Oktober weigerte sich der Staatsanwalt der Breszkaja Woblasz Wiktor Klimow die Ergebnisse der Untersuchung unter Berufung auf die Geheimhaltung der Untersuchung bei einem Treffen mit Studenten der Staatlichen Technischen Universität Brest mitzuteilen. Laut die Zeitung „Brestskaja gaseta“ wurde Aljaksandr Kardsjukou, der einzige Zeuge des Mordes an Schutau, am 13. August festgenommen und ist seitdem nicht mehr in Kontakt.
Am Ende des ersten 10-Tageszeitraum im November 2020 erhielten die Angehörigen des ermordeten Mannes vom Untersuchungsausschuss der Republik Belarus die Antwort, dass „es keinen Grund gibt“, ein Strafverfahren wegen des Mordes einzuleiten.
Am 28. Dezember 2020 war immer noch kein Strafverfahren wegen der Ermordung von Schutau selbst eröffnet worden, während der Untersuchungsausschuss das Verfahren gegen Schutau wegen Widerstandes gegen Strafverfolgungsbeamte noch nicht abgeschlossen hat. Zur gleichen Zeit wurde Aljaksandr Kardsjukou, der Zeuge des Mordes an Schutau, der verhaftet und zunächst des Widerstands gegen einen Polizisten beschuldigt wurde, des Mordversuchs beschuldigt. Warum der Artikel geändert wurde, wurde nicht erklärt, aber die Schwester Kardsjukous glaubt, dass dies getan werden könnte, um diejenigen, die feuerten, vollständig freizusprechen.

### Gericht
Am 2. Februar 2021 wurde bekannt, dass Aljaksandr Kardsjukou wegen versuchten Mordes angeklagt werden würde, während ein Strafverfahren wegen Mordes an Henads Schutau nicht geführt wurde.
Beim Kardsjukou-Prozess am 16. Februar 2021 stellte sich heraus, dass am 11. August 2020 in der Moskovskaya-Straße in Brest ein Militärangehöriger der 5. Spezialaufklärungsbrigade, Hauptmann Roman Gawrilow, der Zivilkleidung trug und eine Pistole Makarow hatte, Henads Schutau in den Hinterkopf schoss.
Am 25. Februar 2021 befand das Regionalgericht Brest (Richterin – Swjatlana Kramjaneuskaja) Schutau wegen gewaltsamen Widerstands gegen die Staatsgewalt und Kardsjukou auch wegen versuchten Mordes für schuldig. Der ermordete Schutau wurde ohne Strafe zu einem Schuldspruch verurteilt, und Kardsjukou wurde auf Ersuchen des Staatsanwalts Henads Bury zu zehn Jahren Gefängnis in einer Kolonie mit maximaler Sicherheit verurteilt. Die Opfer waren die Soldaten der 5. Spezialaufklärungsbrigade Roman Gawrilow und der Praporschtschik Arsenij Golitsyn, die auf beide schossen.
Nahe Verwandte von Schutau und Kardsjukou nannten das Urteil absurd und stellten die Ehrlichkeit des Prozesses in Frage. Dem folgte auch der Brester Menschenrechtsaktivist Raman Kisljak, der sagte, dass das Gericht lediglich als „Abbildung von Strafen“ fungiere, weil es die Kriterien der Unparteilichkeit und Unabhängigkeit nicht erfüllte und der Fall selbst nur verhandelt wurde, um die beiden Soldaten vor einem fairen Verfahren zu schützen.
Am 14. Mai 2021 bestätigte der Oberste Gerichtshof von Belarus die früheren Urteile Schutaus und Kardsjukous. Laut Raman Kisljak hat auch der Oberste Gerichtshof das Kriterium der Unabhängigkeit bei der Prüfung der Beschwerde nicht erfüllt, weil die gesamte Anhörungen die Militärs von der Bestrafung für Mord und Waffengebrauch befreien sollte.

## Beerdigung
Am 20. August berichtete die Tochter des Verstorbenen, dass der Körper ihres Vaters nicht an Verwandte übergeben worden ist, so dass das Datum der Beerdigung noch ungewiss ist. Die Verwandten wollten Gennadij Schutow in Schabinka begraben, da seine Mutter dort lebte. Dort war er begraben am 24. August.

## Familie
Henads Schutau war verheiratet, hatte fünf Kinder und ein Enkelkind.

## Reaktion

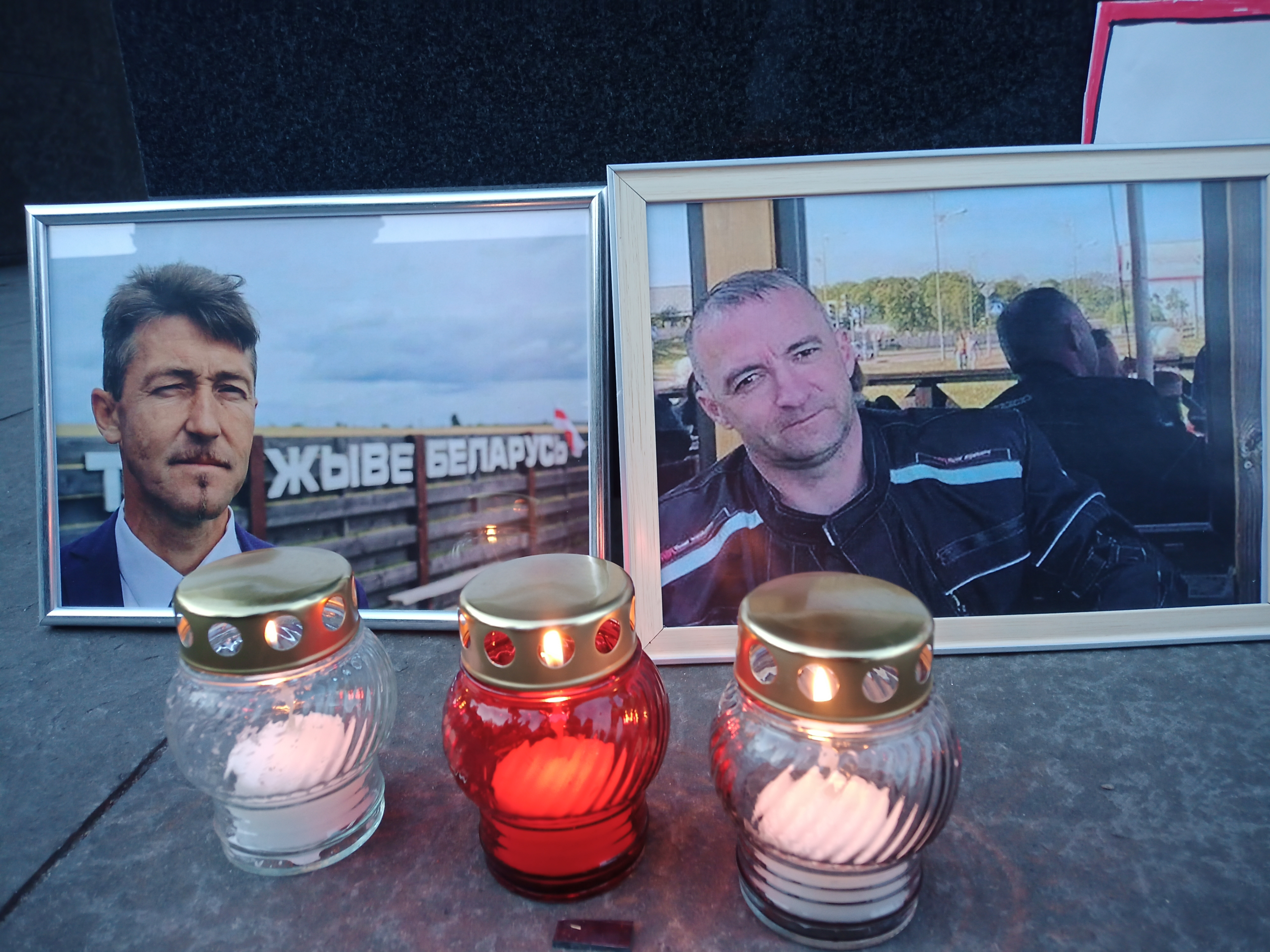
Bydgoszcz (Polen), 3. Oktober 2021. Solidaritätsaktion mit Belarus: Witold Aschurak (links), Henads Schutau (rechts)

Am 17. September 2020 forderte das Europäische Parlament in einer von der absoluten Mehrheit der Abgeordneten gebilligten Entschließung eine „unabhängige und wirksame Untersuchung“ des Todes von Henads Schutau im Zusammenhang mit den Protesten.
Am 19. November 2020 nahmen die Einwohner von Brest eine Videobotschaft im Zusammenhang mit der Eskalation der Gewalt in Belarus auf, um die Behörden unter anderem auf die Notwendigkeit aufmerksam zu machen, den Mord an Henads Schutau zu untersuchen, damit die Täter in Übereinstimmung mit dem Gesetz bestraft werden. Am 26. November forderte das Europäische Parlament bei der absoluten Mehrheit der Abgeordneten eine Entschließung, die „schnelle, gründliche, unparteiische und unabhängige Untersuchung“ der Tode während der Proteste in Belarus einschließlich Henads Schutau verlangt, dadurch unterstützte es die Brester Initiative.
Am 25. Februar 2021 bezog Swjatlana Zichanouskaja Stellung zu dem Gerichtsurteil und stellte sich auf die Seite der Medien und Aktivisten, die der Ansicht waren, dass die Anschuldigungen im Rahmen der staatlichen Repressionsmaßnahmen zur Machterhaltung des Präsidenten Aljaksandr Lukaschenkas zu sehen sind: „Ein friedlicher Demonstrant Henads Schutau wurde im vergangenen August von »Siloviki« (Sicherheitskräften) in Zivil erschossen. Sein Freund Aljaksandr Kardsjukou war Zeuge und flüchtete vom Tatort. Heute verurteilte ein Gericht Kardsjukou zu 10 Jahren Gefängnis. Der ermordete Schutau wurde für schuldig befunden, und sein Mörder wurde als Opfer bezeichnet“.
Akssana Kolb, Chefredakteurin von Nowy Tschas, schrieb: „Aljaksandr Kardsjukou, ein Freund von Henads Schutau, der Zeuge des Mordes war, erhielt zehn Jahre. Außerdem wurde Henads selbst für schuldig befunden. Es ist schade, dass sie noch nicht gelernt haben, die Toten hinter Gittern zu werfen…“ „Hier wurde aus einem Opfer ein Täter gemacht“, kommentierte Menschenrechtsaktivist Ales Bjaljazki das Strafurteil.

### Wjasna
Am 6. Mai 2021 veröffentlichten Experten und Analytiker des Menschenrechtszentrums Wjasna das Gutachten zum Kriminalfall von Henads Schutau und Aljaksandr Kardsjukou. Die Wjasna-Anwälte kamen zu dem Schluss, dass bei der Zuziehung der Sondereinsatzkräfte zur Unterdrückung der Proteste die Gesetzgebung, insbesondere der Artikel 3 des Gesetzes „Über die Streitkräfte der Republik Belarus“, Artikel 16 und 17 des Gesetzes „Über den Notstand“, verletzt wurde, während das geheime, unveröffentlichte Dekret des Präsidenten der Republik Belarus Nr. 99-c „Über die Bestätigung der Bestimmungen über das staatliche Eingreifsystem gegen terroristische Handlungen, Tätigkeit der terroristischen Organisationen, illegalen bewaffneten Formationen und gegen die Massenunruhen“ „keine Bedeutung für die Bewertung der Rechtsmäßigkeit mutualer Handlungen der Staatsbürger und der Militärangehörigen haben kann und die Auferlegung von Pflichten auf die Staatsbürger sowie die Einschränkung ihrer Pflichten nicht rechtfertigen darf“. Die Experten verwiesen auch auf ihre früheren Statements, laut welchen es sich in Belarus nach den Präsidentschaftswahlen im August 2020 um keine Massenunruhen, sondern überwiegend um friedliche Proteste handelte, deren Teilnehmer zu Unrecht grob misshandelt und gefoltert wurden; es gab weder Kriegs- oder Ausnahmezustand noch einen bewaffneten Konflikt.
Laut den Wjasna-Experten beruht die Rechtswidrigkeit und Unbegründetheit des Urteils sowohl auf dem Fehlen einer Mordabsicht bei Aljaksandr Kardsjukou, da „selbst die durch das Urteil festgestellte Tatsache, dass Kardsjukou den Geschädigten Gawrilow gegen seinen Kopf mit einem Rohr geschlagen hat, reicht für die Schlussfolgerung über die Absicht, den Geschädigten zu töten, nicht aus“, während es keine anderen Beweise dafür gibt, dass Kardsjukou Gawrilow töten wollte, was den Schluss auf einen direkten Vorsatz eliminiert (außerdem kann kein Mordversuch im Falle eines indirekten Vorsatzes bestehen), als auch auf dem Nichtvorliegen der überzeugenden Beweise für einen Schlag gegen den Kopf des Geschädigten Roman Gawrilow, weil drei andere Versionen seiner Verletzungen zu einem anderen Zeitpunkt und unter anderen Umständen dokumentiert sind, die vom Gericht unter Verletzung der Präsumption der Unschuld von Kardsjukou voreingenommen beurteilt wurden. Das unmittelbare Interesse von Roman Gawrilow und Arsenij Golitsyn – der Untersuchungsausschuss lehnte es nach der Ermittlung ihrer Handlungen ab, ein Strafverfahren im Zusammenhang mit der Herbeiführung des Todes von Henads Schutau einzuleiten, – konnte am Ausgang der gerichtlichen Verhandlung zu einer Manipulation mit Beweisen führen, „um die Rechtmäßigkeit von Gawrilows Handlungen, der aus verschiedenen Optionen, dem Widerstand von Schutau entgegenzuwirken, einen Schuss in seinen Körper mit anschließendem Treffen seines Nackens auswählte, und die Rechtsmäßigkeit der Handlungen von Golitsyn, der mit einem Warnschuss aus einer Pistole das Leben und die Gesundheit von Menschen in der Wohnung gefährdete, wo eine Kugel Scheiben durchbrach und die Decke traf, zu rechtfertigen.“
Gawrilows Verteidigung der Rechtmäßigkeit seiner Handlungen beruhte auf der Tatsache, dass seinem Schuss in den Nacken von Schutau ein unerwarteter Schlag gegen den Kopf von Kardsjukou vorausging, der es ihm unmöglich machte, Schutaus Widerstand zu überwinden (der, laut Gawrilow, seine Beine umarmte, stand aber, laut Kardsjukou, mit erhobenen Händen auf den Knien mit dem Rücken zu Gawrilow). Gleichzeitig entsprachen Gawrilows Verletzungen ungefähr dem Umstand, dass Kardsjukou ein Rohr benutzte: Nach einem Sturz von der Bank, den Kardsjukou mit den Handlungen von Gawrilow und Golitsyn verband, traf er einen von ihnen mit einem Rohr in den Oberschenkel, so dass der Kratzer auf Gawrilows linkem Unterarm, der in Höhe der Hüfte platziert wurde, bei gesenkten Händen der Person das Ergebnis einer Blockierung des Schlags mit der Hand gegen den Oberschenkel sein konnte. Darüber hinaus verschwieg Golitsyn seinen Sturz bei der Verfolgung von Kardsjukou während der Voruntersuchung, und die bei dem Militärangehörigen festgestellten Körperverletzungen könnten laut dem Gerichtsmediziner beim Sturz aus seiner eigenen Höhe aufgetreten sein, aber Golitsyn argumentierte, dass Kardsjukou ihm durch einen Rohrwurf Schaden zugefügt hatte, was es für ihn auch ermöglichte, den Geschädigtenstatus zu kriegen, um die Schießerei in Friedenszeiten zu rechtfertigen.
Gemäß Artikel 23 des Gesetzes der Republik Belarus „Über den Status der Militärangehörigen“ müssen die Militärangehörigen „immer in Form, sauber und ordentlich gekleidet sein“, während Gawrilow und Golitsyn – von athletischem Körperbautyp, mit Gürteltaschen in Zivilkleidung und mit Schiebermützen – zusammenhielten, und deren Anschauung an der Kreuzung, so das Gericht, erlaubte Schutau und Kardsjukou zu verstehen, dass sie „nicht einfach anwesend waren, sondern zum Schutz der öffentlichen Ordnung verpflichtet waren“, um ein Verbrechen zu qualifizieren. Aber die Tatsache, dass Gawrilow und Golitsyn selbst die Protestierer nachahmten (in die Hände klatschten, wegliefen, wenn die Polizei näher kam usw.), konnte nach Ansicht der Wjasna-Experten nicht dazu führen, dass sie als besondere Verbrechensobjekte identifiziert werden konnten. Außerdem hat das Gericht in seiner Entscheidung nicht darauf hingewiesen, dass das Schreien der Geschädigten zur Stärkung dieses Vertrauens diente: „Fresse [Gesicht] nieder, Penner, sonst werdet ihr abgemurkst“, „Fresse zu Fußboden, Arschloch“, Schüsse in die Luft, in die Küchendecke des benachbarten Hauses und in den Schutaus Nacken.
Kardsjukou sicherte zu, dass er Gawrilow nicht im Zusammenhang mit der Erfüllung seiner Pflichten zur Aufrechterhaltung der öffentlichen Ordnung gegen den Oberschenkel geschlagen habe, sondern instinktiv, weil „er von dem Letzteren einen Schlag erhielt (oder dachte, er hätte einen Schlag erhalten)“. Darüber hinaus haben die Geschädigten gegenüber den Angeklagten keine Ansprüche wegen Verletzung der öffentlichen Ordnung wie auch solche nach dem Konflikt in gesetzlicher Form geltend gemacht.
Am 7. Mai 2021 wurde basierend auf dem Fazit der Analyse Aljaksandr Kardsjukou durch eine gemeinsame Erklärung von sieben Organisationen (Wjasna, das Belarussische Helsinki-Komitee u. a.) als politischer Gefangener anerkannt. Am 23. Juli 2021 übernahm Elisabeth Falkhaven, Mitglied des Reichstags (Schweden), die Patenschaft für Kardsjukou.